# Famille d'accueil (série télévisée)
Pour les articles homonymes, voir Famille d'accueil.
 (novembre 2019).
Si vous disposez d'ouvrages ou d'articles de référence ou si vous connaissez des sites web de qualité traitant du thème abordé ici, merci de compléter l'article en donnant les références utiles à sa vérifiabilité et en les liant à la section « Notes et références ».
Famille d'accueil est une série télévisée française en 96 épisodes de 90, puis 52 minutes créée par Stéphane Kaminka et diffusée du 15 décembre 2001 au 26 avril 2016 sur France 3.
Elle est rediffusée en 2018 sur France Ô, sur RMC Story, et depuis le 21 janvier 2019 sur France 4.

## Synopsis
Marion et Daniel Ferrière vivent avec leur famille dans une grande maison en périphérie de Bordeaux, à Tessac (toponyme fictif), et recueillent des enfants que l'Aide sociale à l'enfance (ASE) confie régulièrement à Marion, assistante familiale. Pour cette dernière, c'est une tradition familiale puisque sa mère accueillait aussi des enfants. Daniel, lui, est artisan dans le bâtiment. 
La famille Ferrière comprend également : Jeanne, la tante de Daniel qui vit dans la maison mitoyenne ; Tim et Charlotte, les enfants du couple ; sans oublier Juliette, la fille aînée de Daniel qui vit en ville mais revient à la maison chaque fois que l'occasion se présente. Louise, quant à elle, est accueillie par la famille depuis l'âge de 2 ans : ses parents biologiques étant morts dans un accident de voiture. Marion et Daniel l'adoptent par la suite.
Lors de la saison 10, on apprend le décès de tante Jeanne à la suite d'un accident de la circulation lors d'un séjour au Mexique. Peu de temps après, la famille accueille Marguerite, une Guadeloupéenne, amie de tante Jeanne venue habiter chez cette dernière à la suite d'un échange de maisons entre les deux femmes. Marguerite s'installe définitivement chez les Ferrière au moment où la famille s'agrandit avec la naissance de Jean, le fils de Charlotte (prénommé ainsi en hommage à tante Jeanne).
Lors de la saison 12, Khaled, directeur de l'ASE, est muté à Nice. Il est remplacé par Monique Fertot, puis Benjamin Libourg. Georges, le père de Marion, fait don de sa maison à la famille Ferrière, l'autre ayant été incendiée à la fin de la saison 11.

## Distribution

### Acteurs principaux

#### Famille Ferrière
- Virginie Lemoine : Marion Ferrière

- Jean-Michel Dupuis (saison 1 épisode 1) puis Christian Charmetant (saison 1 épisode 2 à saison 14) : Daniel Ferrière
- Alexis Estève (saisons 1 à 3 puis saison 4 épisodes 2, 3, 4 et 5 puis saison 5 épisode 1 et 2) puis Antoine Ferey (saison 1 épisode 15, saison 4 épisode 1 puis saison 5 épisode 3 à saison 14) : Tim Ferrière, fils de Marion et Daniel
- Elsa Kikoïne (saison 1 épisode 1) puis Samantha Rénier (saison 1 épisode 2 à saison 14) : Juliette Ferrière, fille de Daniel
- Lucie Barret : Charlotte Ferrière, fille de Marion et Daniel
- Melyssa Abdou (saison 1 puis saison 2 épisodes 2 et 3) puis Doriane Louisy Louis-Joseph (saison 2 épisode 1 puis saison 2 épisode 4 à saison 14) : Louise Ferrière, fille adoptive de Marion et Daniel depuis l'âge de deux ans
- Ginette Garcin : Jeanne Ferrière, tante de Daniel (saisons 1 à 9)
- Delphine Serina : Élise, ancienne compagne de Daniel, mère de Valentin (saisons 7 à 8)
- Gari Kikoïne : Valentin, fils de Daniel et Élise (saisons 7 à 8)
- Jean-Claude de Goros : Georges, père de Marion (saisons 11 à 14)
- Julie Quehen (saison 12 épisode 12) puis Sixtine Dutheil (saisons 13 et 14)  : Joséphine, demi-sœur de Marion et fille de Georges

#### Autres
- Philippe Laudenbach : Aurélien, ami de tante Jeanne (saison 9)
- Firmine Richard : Marguerite, amie proche de tante Jeanne (saisons 9 à 11)
- Benjamin Tholozan : Tancrède, compagnon de Charlotte, père de son fils (saisons 10 à 11 et saison 14)
- Emma Colberti : Céline Valier, maire de Tessac et compagne de Juliette (saisons 11 et 12)
- Brigitte, chienne labrador de tante Jeanne[2]

#### Personnel de l'ASE
- Abel Jafri : Farid, directeur de l'ASE Bordeaux (saison 1 puis saison 2 épisodes 2 et 3)
- Smaïl Mekki : Khaled Bouchdal, directeur de l'ASE (saisons 2 à 12)
- Andréa Ferréol : Monique Fertot, directrice de l'ASE (saison 12)
- Hubert Benhamdine : Benjamin Libourg, directeur de l'ASE (saisons 12 à 14)

### Anciens personnages récurrents
- Samantha Markowic : Bénédicte Bouchdal
- Axelle Abbadie : Annick Valier, mère de Céline (saisons 11 et 12)
- Sanâa Alaoui : Lila (saisons 7 et 8)

## Diffusion
Tous les mardis à 20 h 45 sur France 3 pendant plusieurs semaines, généralement en début d'année pour de nouveaux épisodes, ainsi que durant l'été pour des rediffusions d'épisodes d'anciennes saisons.
France Ô rediffuse les épisodes des saisons précédentes (saisons 1 à 14).
La série prend fin le 26 avril 2016 avec la diffusion de la saison 14.
Depuis août 2017, TV Breizh rediffuse tous les épisodes le matin entre 5 h 30 et 10 h. Puis diffusion toute la matinée du dimanche (saison 10 à 14).
Depuis le 13 octobre 2018, en plus de la série toujours rediffusée sur France Ô, RMC Story rediffuse la série
Depuis le 21 janvier 2019, France Ô abandonne la série. Cependant, France 4 reprend les épisodes des saisons précédentes (saisons 1 à 14) tous les lundis de 21 h jusqu’à tard dans la nuit.
Depuis le 2 novembre 2023, l'intégralité de la série est disponible gratuitement sur la plateforme TF1+.

## Épisodes

### 1resaison(2001)
1. Telle mère, telle fille
2. Une mère à tout prix

### 2esaison(2002)
1. Eddy
2. Un de plus, un de moins
3. Mauvaise graine

### 3esaison(2003)
1. Le Secret de Lulu
2. Emma
3. Un long silence
4. A 1000 mètres du bonheur

### 4esaison(2004)
1. Les Bottes de sept lieues
2. Instinct de vie
3. La Grande fille
4. Née sous X
5. Soupçons

### 5esaison(2005)
1. Le Petit du coucou
2. Le Témoin
3. Hugo
4. Mauvaise pente

### 6esaison(2006)
1. Malentendu
2. Le Prisonnier

### 7esaison(2007-2008)
1. Une bouteille à la mer
2. La Face cachée de la Lune
3. Une vie rêvée
4. Qui sème le vent
5. Âge tendre
6. Dommage collatéral
7. Le Plus beau jour de ma vie
8. Beau-père
9. Terre d'accueil
10. Fille de personne

### 8esaison(2009-2010)
1. Demain peut-être…
2. Fils de guerre
3. Esprit d'entreprise
4. À la vie à la mort
5. L'Autre peine
6. Un monde parfait
7. Chat de gouttière
8. En milieu ordinaire
9. La Tête dans les étoiles
10. Ma mère à moi
11. Enfant sans frontières
12. Enfant de la balle

### 9esaison(2011)
1. Hors jeu
2. Clair de ronde
3. Alerte enlèvement, partie 1
4. Alerte enlèvement, partie 2 (départ de Ginette Garcin)
5. Sortir de l'ombre
6. Bad Girl (arrivée de Firmine Richard)
7. Une vraie famille
8. Pimprenelle

### 10esaison(2012)
1. Le Cadet de mes soucis
2. Vue sur Internet
3. Yin et Yang
4. Nage libre
5. No Life
6. Mal de mère
7. Esprit de corps
8. Un diamant brut
9. Une petite héroïne
10. Retour d'affection

### 11esaison(2013)
1. Akecheta (arrivée d'Emma Colberti)
2. Faux semblants
3. Justice, partie 1
4. Justice, partie 2
5. Prête à tout
6. Le Jugement de Salomon
7. Le Choix de Justine
8. Sauvageon
9. Alléluia !
10. Mémoire sélective
11. Le Pays d'où je viens, partie 1
12. Le Pays d'où je viens, partie 2 (départ de Firmine Richard)

### 12esaison(2014)
1. Lolita
2. Cœur à prendre
3. La Griffe du léopard
4. Adeline et Diane (départ de Smaïl Mekki)
5. L'erreur est humaine (arrivée d'Andréa Ferréol)
6. La Journée de la robe
7. Mon petit fauteuil
8. Quitte ou double (départ d'Andréa Ferréol)
9. Amour interdit (arrivée de Hubert Benhamdine)
10. Sur le fil
11. Hypersensible
12. Fils de… (départ d'Emma Colberti)

### 13esaison(2015)
1. Fan
2. Mon père, ma bataille
3. Un zèbre dans les étoiles
4. L'ombre masquée contre-attaque
5. La Lettre
6. En haut de l’affiche
7. Des coups à prendre
8. Otages

### 14esaison(2016)
1. L'Enfant de la rue
2. Sous emprise
3. Une visite inattendue
4. Nouveau départ

## Lieux de tournage
Le premier épisode de la saison 1 est tourné à Samadet, dans les Landes. L'ensemble de la série est par la suite tournée en Gironde. Ainsi, du second épisode de la saison 1 à la saison 11, les scènes intérieures étaient tournées dans une résidence du Château Brignon à Carbon-Blanc, tandis que les scènes extérieures étaient tournées au 24 chemin des plateaux à Floirac. En 2013, pour le tournage de la saison 12, jusqu'à la dernière saison, les Ferrière déménagent au 61 rue Saint-François-Xavier, près du parc de Gazailhan sur la commune de Gradignan.